# Лугавчина
Лугавчина је насељено место града Смедерева у Подунавском округу. Према попису из 2022. има 2516 становника (према попису из 2011. било је 3078 становника). Лугавчина се налази у долинама река Велике Мораве и Језаве.

## Историја
Лугавчина се налази јужно од Смедерева. Првобитно село засновано је у Селишту, јужније од места где се од Цариградског друма одваја пут за село и где је сеоско гробље. Становници су се одатле раселили, по предању, због Цариградског друма, а по луговима на обалама Језаве које су заузели, село је добило своје име.
У најстаријем турском попису ових области, 1476/78. године, забележено је село "Горња и Доња Лугавчина", са 9 кућа и једном удовицом, а приход је износио 640 акчи. У свим наредним пописима се бележе два села: Горња Лугавчина и Доња Лугавчина.
Током 16. века број становника у овим селима је био различит, некад их је било више у Горњој, а некад у Доњој Лугавчини. У доба Мурата III долази у оба села до извесног повећања броја становника, у Горњој Лугавчини их је било 19 кућа, и у Доњој Лугавчини 19 кућа. У којој је мери у овим селима било развијено сточарство даје оријентацију овчарски дефтер са краја 16. века: у Горњој Лугавчини било је 199, а у Доњој 699 глава ситне стоке.
На карти из доба аустријске владавине (1718—1739) унето је насеље, источно од данашње Лугавчине, место Бисак. Данас ту нема кућа, насеља је нестало, али и сада у лугавачком атару постоји место са њивама и ливадама које се зове Бисаг. Ту су се најпре населили Јосићи, за њима Дабићи, па Ерћићи и Седларци и још неке породице. Како су били на друму, да их Турци не би узнемиравали, преместе се и склоне, поред Језаве, где су и остали све док није минула опасност од Турака. Касније се село све више развијало и ширило према Цариградском друму.
У арачким списковима из првих десет година 18. века село је имало 72 куће, а 1822. 74 куће. Године 1846. у Лугавчини је било 123 куће, а по попису из 1921. село је имало 624 куће са 3147 становника.
Најстарије су породице у селу: Јосићи, који не знају од куда су са старином, Дабићи, чији су чукундедови, Дамњан и Дмитар, дошли од Косова, Еврићи (данас под разним презименима) чији је прадед Петар Ера дошао из Мрчајевца (љубички срез) и седларци старином из Седлара. Ове породице живеле у Селишту и за време Турака су се склониле у лугове поред Јазаве. (подаци датирају од 1718-1925. г).
Овде се налази ОШ „Бранко Радичевић” Лугавчина.

### Познати Лугавчани
- Александар Дабић (1901-1944) - машиновођа, резервни интендантски поручник Југословенске војске, командант Штабног (пратећег) батаљона Смедеревског корпуса Југословенске војске у Отаџбини;
- Живорад Жика Лазић (1933-2009) - сценариста, новинар и књижевник, аутор сценарија за серије Музиканти, Грађани села Луга, Докторка на селу, Сељаци, Последња аудијенција...
- Новица Марковић (1938-2006) - гардијски пуковник Југословенске народне армије.

## Географија
На развитак села, велики утицај имала је Морава. Она код Лугавчине јако меандрира, и на тај начин одузима или даје земљу атару овог села.

## Демографија
У насељу Лугавчина живи 2463 пунолетних становника, а просечна старост становништва износи 41,7 година (40,6 код мушкараца и 42,8 код жена). У насељу има 968 домаћинстава, а просечан број чланова по домаћинству је 3,18.
Ово насеље је великим делом насељено Србима (према попису из 2002. године), а у последња три пописа, примећен је пад у броју становника.
|  |

| Демографија | Демографија | Демографија |
| Година      | Становника  | Становника  |
| ----------- | ----------- | ----------- |
| 1948.       | 3.976       |             |
| 1953.       | 4.124       |             |
| 1961.       | 4.380       |             |
| 1971.       | 4.342       |             |
| 1981.       | 4.374       |             |
| 1991.       | 4.213       | 3.639       |
| 2002.       | 3.384       | 3.808       |
| 2011.       | 3.078       |             |
| 2022.       | 2.516       |             |

| Етнички састав према попису из 2002.‍ | Етнички састав према попису из 2002.‍ | Етнички састав према попису из 2002.‍ | Етнички састав према попису из 2002.‍ | Етнички састав према попису из 2002.‍ |
| ------------------------------------ | ------------------------------------ | ------------------------------------ | ------------------------------------ | ------------------------------------ |
|                                      |                                      |                                      |                                      |                                      |
| Срби                                 | Срби                                 |                                      | 3.342                                | 98,75%                               |
| Хрвати                               | Хрвати                               |                                      | 5                                    | 0,14%                                |
| Роми                                 | Роми                                 |                                      | 5                                    | 0,14%                                |
| Румуни                               | Румуни                               |                                      | 3                                    | 0,08%                                |
| Македонци                            | Македонци                            |                                      | 3                                    | 0,08%                                |
| Руси                                 | Руси                                 |                                      | 1                                    | 0,02%                                |
| Југословени                          | Југословени                          |                                      | 1                                    | 0,02%                                |
| непознато                            | непознато                            |                                      | 12                                   | 0,35%                                |

| Година пописа     | 1948. | 1953. | 1961. | 1971. | 1981. | 1991. | 2002. |
| ----------------- | ----- | ----- | ----- | ----- | ----- | ----- | ----- |
| Број домаћинстава | 859   | 875   | 976   | 997   | 1.036 | 1.010 | 926   |

| Број чланова      | 1   | 2   | 3   | 4   | 5   | 6   | 7  | 8  | 9  | 10 и више | Просек |
| ----------------- | --- | --- | --- | --- | --- | --- | -- | -- | -- | --------- | ------ |
| Број домаћинстава | 142 | 179 | 135 | 173 | 116 | 111 | 39 | 18 | 10 | 3         | 3,65   |

| Пол    | Укупно | Неожењен/Неудата | Ожењен/Удата | Удовац/Удовица | Разведен/Разведена | Непознато |
| ------ | ------ | ---------------- | ------------ | -------------- | ------------------ | --------- |
| Мушки  | 1.379  | 374              | 886          | 83             | 36                 | 0         |
| Женски | 1.415  | 218              | 895          | 267            | 34                 | 1         |
| УКУПНО | 2.794  | 592              | 1.781        | 350            | 70                 | 1         |

| Пол    | Укупно                    | Пољопривреда, лов и шумарство | Рибарство                            | Вађење руде и камена | Прерађивачка индустрија       |
| ------ | ------------------------- | ----------------------------- | ------------------------------------ | -------------------- | ----------------------------- |
| Мушки  | 760                       | 312                           | 0                                    | 1                    | 238                           |
| Женски | 400                       | 224                           | 0                                    | 0                    | 54                            |
| УКУПНО | 1.160                     | 536                           | 0                                    | 1                    | 292                           |
| Пол    | Производња и снабдевање   | Грађевинарство                | Трговина                             | Хотели и ресторани   | Саобраћај, складиштење и везе |
| Мушки  | 0                         | 53                            | 30                                   | 11                   | 23                            |
| Женски | 1                         | 1                             | 36                                   | 5                    | 5                             |
| УКУПНО | 1                         | 54                            | 66                                   | 16                   | 28                            |
| Пол    | Финансијско посредовање   | Некретнине                    | Државна управа и одбрана             | Образовање           | Здравствени и социјални рад   |
| Мушки  | 1                         | 8                             | 10                                   | 13                   | 15                            |
| Женски | 2                         | 10                            | 6                                    | 23                   | 25                            |
| УКУПНО | 3                         | 18                            | 16                                   | 36                   | 40                            |
| Пол    | Остале услужне активности | Приватна домаћинства          | Екстериторијалне организације и тела | Непознато            | Непознато                     |
| Мушки  | 5                         | 0                             | 0                                    | 40                   | 40                            |
| Женски | 4                         | 0                             | 0                                    | 4                    | 4                             |
| УКУПНО | 9                         | 0                             | 0                                    | 44                   | 44                            |

## Коришћена Литература
- Извор Монографија Подунавске области 1812-1927 саставио Др, Владимир Марган бив. Председник Обласног одбора Комесар Обласне Самоуправе, објављено (1927)„Напредак Панчево“
- „Летопис“: Подунавска места и обичаји Марина (Беч 1999).
- „Цариградски друм (1459-1683)“ Олга Зиројевић (Београд).

Летопис период 1812–2009. Саставио од Писаних трагова, Летописа, по предању места у Јужној Србији, места и обичаји настанак села ко су били Досељеници чиме се бавили мештани
- Напомена

У уводном делу аутор је дао кратак историјски преглед овог подручја од праисторијских времена до стварање државе Краљевине Срба, Хрвата и Словенаца. Највећи прилог у овом делу чине ,»Летописи« и трудио се да не пропусти ниједну важну чињеницу у прошлости описиваних места.
Након информација пронађених у књизи "Цариградски друм (1459-1683) - Олга Зиројевић", која се бави истраживањем турских дефтера из периода првобитне османске владавине, део о настанку села је измењен